# 黒木憲
黒木 憲（くろき けん、本名：唐木 克彦（からき かつひこ）、1942年3月12日 - 2006年11月21日）は、日本の歌手。

## 経歴・人物
東京都出身。明治大学政経学部を中退し、1966年に大橋巨泉の紹介で東芝レコードのオーディションを受け合格し、翌年「夜の東京の片隅で」で歌手デビュー。
1968年には「霧にむせぶ夜」が大ヒットした。
1997年9月、糖尿病の合併症による脳梗塞で倒れて以来、芸能活動を休止してリハビリ生活を送っていた。2006年11月21日午後0時22分、腎不全のため静岡県沼津市の病院で死去。64歳没。
長男も同じく歌手の黒木じゅん。1991年に「唐木淳」の名でデビュー、2008年2月から2016年5月までは二代目・黒木憲として「黒木憲ジュニア」と名乗っていた。

## 出演
- 歌う週刊誌（1968年5月18日12:15～45、TBSテレビ系）
- 郷愁の歌まつり（1978年7月9日、テレビ東京系）

## ディスコグラフィ

### シングル
- 夜の東京の片隅で／ひとりぼっちさ俺だって（1967年、TP-1519）
- 霧にむせぶ夜／別れても（1968年4月1日、TP-1595）
- 亜紀子の思い出／花はまぼろし（1968年、TP-2045）
- 花はまぼろし／亜紀子の思い出（1968年10月10日、TP-2048）
- 君よ、なかないで（1969年、TC-1133）
- 夢はいずこに／無情の恋（1969年3月1日、TP-2128）
- 君に逢いたい／霧雨の嘆き（1969年7月1日、TP-2183）
- 涙をなめてごらん／朝までいたい（1969年、TP-2211）
- 別れても／涙にむせんで（1969年、TP-2249）
- 二人で来た道／千曲川（1969年、TP-2280）
- 時は移り花は咲いても／ひと夜の妻（1969年、TP-2323）
- かたおもい／燃えておぼえれ流されて（1969年、TP-2362）
- 私が逢った男たち／せめて貴方を（1969年、TP-2407）
- みれん雨／あの霧の朝（1969年、TP-2513）
- 哀しみは北へ走る／なみだ雨（1969年、TP-2622）
- ぼくの胸でお泣き／二人の偶然（1970年1月6日、TP-2791）
- 許してくれ／高原のひと（1970年、TP-2807）
- 愛の情念／つぶやき（TP-10006）
- 霧にむせぶ夜／別れても（TP-10086）
- おもいやり／男泣き（1976年12月20日、TP-10155） - 親友であった克美茂の逮捕を受け、廃盤となった克美の新曲を代打として録音し発売。ヒット曲となる。
- 東京の空の下／ひとりぐらし（1977年6月5日、TP-10217）
- ありがたや節／君も生命を（1978年3月5日、TP-10373）
- 溺愛／あなたの想い出（TP-）
- とまり木もよう／ねえ、おさけ（1978年、TP-10529）
- 別れても他人なんかじゃない／お願いもう一度（TP-10716）
- 霧にむせぶ夜／別れても（TP-10086）
- 粋な夜／再会（1980年、TP-17066） - 黒木憲＆有砂しのぶ名義。
- 粋な夜／つぐない（1981年、TP-17141） - 黒木憲＆NANCY（叶純子）名義。
- しあわせも哀しみも／むかしの俺でよかったら（TP-17178）
- 許せないのよ／オンザロック・ロック（TP-20070）

### アルバム
- 霧にむせぶ夜（1968年、TP-7268）
- 涙をなめてごらん（TP-7358）
- 人生の並木路（TP-8058）
- 旅情（11月5日、TP-8128）
- とまり木もよう／黒木憲 歌謡デラックス（TP-40103～04）
- 黒木憲 全曲集（TP-60014）
- とまり木もよう／ねえ、おさけ（1978年、TP-60326）
- おもいやり（1976年、TP-72232）
- 粋な夜（1980年、TP-90007）
- ニュー・ベストナウ 黒木憲（1987年10月26日、CD:ZT28-9006、CT:CT32-9006）
- 黒木憲 全曲集（1989年6月7日、CT:CT28-5501）
- 黒木憲 歌カラリクエスト 4（1993年11月17日、CD:TOCT-8234、CT:TOTT-8234）
- 想い出の音楽館（1996年12月11日、CD:TOCT-9754、CT:TOTT-9754）
- 黒木憲 全曲集（1999年1月13日、CD:TOCT-24042）
- なつめろ全曲集 黒木憲（2004年8月4日、CD:TOCT-25427）
- 黒木憲 名曲集（2008年11月12日、CD:TOCT-0292）
- 完全保存盤 黒木憲 名曲集（2013年07月24日、CD:TOCT-12046）